# Legislazione mineraria italiana
La legislazione mineraria italiana è la disciplina normativa vigente in Italia sulle cave e sulle miniere.

## Storia
Le cave di marmo negli agri marmiferi comunali di Carrara e di Massa, furono regolati da un insieme di leggi emanate tra il 1751 e il 1852 dai duchi di Massa e Carrara e poi dai loro successori duchi di Modena. In parte questo sistema, conosciuto come legge estense, dal nome della famiglia d'Este che era subentrata ai Cybo-Malaspina nel ducato, ha tuttora qualche residua applicazione nel diritto italiano.
Un'altra zona italiana in cui la produzione estrattiva ha avuto una importanza secolare, la Sicilia, riuscì a mantenere dopo l'unificazione legislativa alcune norme peculiari sull'estrazione dello zolfo.
Dopo l'unità d'Italia una disciplina generale venne emanata col Regio Decreto 29 luglio 1927, n. 1443 cui seguirono diversi atti normativi.

## Concetti fondamentali
Nelle regioni italiane a statuto ordinario i permessi di ricerca e le concessioni di coltivazione sono richiesti ed approvati dal Ministero dello sviluppo economico, viceversa nelle regioni a statuto speciale queste pratiche sono demandate a competenti uffici regionali.  
La distinzione tra cava e miniera è giuridica, cioè decisa in maniera netta e non ambigua dalla legge stessa, che elenca all'articolo 2 le risorse i cui giacimenti devono essere definiti nell'uno e nell'altro modo. 

### Miniera
- minerali utilizzabili per l'estrazione di metalli, metalloidi e loro composti, anche se detti minerali siano impiegati direttamente;
- grafite, combustibili solidi, liquidi e gassosi, rocce asfaltiche e bituminose;
- fosfati, sali alcalini e magnesiaci, allumite, miche, feldspati, caolino e bentonite, terre da sbianca, argille per porcellana e terraglia forte, terre con grado di refrattarietà superiore a 1630 °C;
- pietre preziose, granato, corindone, bauxite, leucite, magnesite, fluorite, minerali di bario e di stronzio, talco, amianto, marna da cemento, pietre litografiche;
- sostanze radioattive, acque minerali e termali, vapori e gas;

### Cave
- delle torbe;
- dei materiali per costruzioni edilizie (ad eccezione della marna da cemento), stradali ed idrauliche;
- delle terre coloranti, delle farine fossili, del quarzo e delle sabbie silicee, delle pietre molari, delle pietre coti;
- degli altri materiali industrialmente utilizzabili ai termini dell'art. 1 e non compresi nella prima categoria.

Questa distinzione è molto importante perché «il giacimento oggetto di miniera (ad eccezione delle torbiere) rientra nell'atto del diritto pubblico e appartiene allo Stato, invece il giacimento che è oggetto di cava rientra nell'ambito del diritto privato ed è di pertinenza del proprietario del fondo». L'attività di ricerca non può essere svolta senza il necessario permesso e la coltivazione di un giacimento (ovviamente successiva ad una ricerca mineraria che abbia avuto esito positivo per lo sfruttamento) può essere eseguita solo da chi ne possegga la relativa concessione che è prioritariamente il titolare della concessione di ricerca.

## Normativa principale
- R.D. 29 luglio 1927, n. 1443 (artt. 4 e seguenti) - Norme di carattere legislativo per disciplinare la ricerca e la coltivazione delle miniere nel regno
- R.D. 18 dicembre 1927, n. 2717 - Obbligatorietà della denuncia dei dati statistici relativi alla produzione delle miniere e cave
- R.D.L. 15 giugno 1936, n. 1347 - Provvedimenti per la ricerca e la coltivazione delle miniere
- R.D. 25 gennaio 1937, n. 218 - Convertito in legge il R.D.L. 15 giugno 1936, n. 1347
- L. 4 marzo 1958 n. 198 - Delega al potere esecutivo in materia di polizia delle miniere e delle cave e per la riforma del Consiglio superiore delle miniere
- D.P.R. 9 aprile 1959, n. 128 - Norme di polizia delle miniere e delle cave
- D.P.R. 14 gennaio 1972, n. 2 (art. 1, lett. a) - Trasferimento alle Regioni a statuto ordinario delle funzioni amministrative statali in materie di acque minerali e termali, di cave e torbiere e di artigianato e del relativo personale
- D.P.R. 24 luglio 1977, n. 616, art. 61 e Art. 82 - Attuazione della delega di cui all'art. 1 della legge 22 luglio 1975, n. 382
- D.P.R. 21 luglio 1982 n. 727 -Attuazione della direttiva CEE n. 76/117 relativa al materiale elettrico destinato ad essere utilizzato in "atmosfera esplosiva".
- L. 6 ottobre 1982, n. 752 - Norme per l'attuazione della politica mineraria
- L. 15 giugno 1984, n. 246 - Integrazioni e modifiche al D.P.R. 9 aprile 1959, n. 128, contenente norme di polizia delle miniere e delle cave, nonché alla legge 6 ottobre 1982, n. 752, concernente l'attuazione della politica mineraria
- L. 8 luglio 1986, n. 349 (art. 2, lett. d) - Istituzione del Ministero dell'ambiente e norme in materia di danno ambientale
- Circolare 24 settembre 1988 n. 30483 - Norme tecniche riguardanti le indagini sui terreni e sulle rocce, la stabilità dei pendii naturali e delle scarpate, i criteri generali e le prescrizioni per la progettazione, l'esecuzione e il collaudo delle opere di sostegno delle terre e delle opere di fondazione. Istruzioni per l'applicazione
- L. 30 luglio 1990, n. 221 - Nuove norme per l'attuazione della politica mineraria
- D.M. 23 dicembre 1991 - Ministero dell'ambiente - Requisiti dei progetti di riassetto ambientale delle aree oggetto di ricerca o di coltivazione mineraria ammissibili a contributo e modalità di verifica e di controllo dei progetti medesimi.
- D.P.R. 18 aprile 1994, n. 382 - Disciplina dei procedimenti di conferimento dei permessi di ricerca e di concessioni di coltivazione di giacimenti minerari di interesse nazionale e di interesse locale
- D.L. 25 novembre 1996 n. 624 - Attuazione della direttiva 92/91/CEE relativa alla sicurezza e salute dei lavoratori nelle industrie estrattive per trivellazione e della direttiva 92/104/CEE relativa alla sicurezza e salute dei lavoratori nelle industrie estrattive a cielo aperto o sotterranee
- Circolare 19 maggio 1997 n. P1066 - Chiarimenti riguardanti il D.L. 25 novembre 1996 n. 624
- Circolare 26 maggio 1997 n. 600524 Chiarimenti relativi al decreto legislativo 25 novembre 1996, n. 624 da parte del Ministero dell'industria, del commercio e dell'artigianato
- D.L. 30 marzo 1999, n. 96 - Intervento sostitutivo del governo per la ripartizione di funzioni amministrative tra regioni ed enti locali a norma dell'articolo 4, comma 5, della L. 15 marzo 1997, n. 59, e successive modificazioni (art. 9)
- D.L. 1º aprile 2005 - Modifiche all'elenco dei prodotti esplodenti riconosciuti idonei all'impiego nelle attività estrattive.